# Paolo Caramellino
Paolo Caramellino est un coureur cycliste et pilote de moto-cross italien. 

## Biographie
Spécialiste du moto-cross, il participe à de nombreuses compétitions,.
Parallèlement, il s'illustre au début des années 1990 en VTT de descente. En septembre 1993, lors des mondiaux de VTT organisés à Métabief en France, il est médaillé d'argent de la descente, devancé pour moins d'une seconde par Mike King. 

## Palmarès en VTT

### Championnats du monde
- Bromont, 1992
  - 40e  de la descente
- Métabief 1993
  -  Médaillé d'argent de la descente
- Vail 1994
  - 7e  de la descente
- Kirchzarten 1995
  - 28e  de la descente